# Statens arbetslöshetskommission
Statens arbetslöshetskommission (Arbetslöshetskommissionen, AK) var en svensk statlig myndighet. Den bildades 1914 med uppgift att handha arbetslöshetsfrågor och ersattes 1940 av Statens arbetsmarknadskommission.

## Historik
Krigsutbrottet 1914 trodde man skulle leda till massarbetslöshet från myndigheternas sida, men krigsårens inkallelser och upprustning av krigsindustrin betydde låg arbetslöshet samtidigt som exportindustrin skördade goda tider. AK:s roll under åren 1914–18 reducerades till ett blott rådgivande och statistiksamlande organ. Verksamheten startade på allvar först efter första världskriget (1914–18).
År 1922 var mer än 34 procent av befolkningen arbetslös. Man ordnade då så kallat nödhjälpsarbete, som bestod av väg- och brobyggen, skogsarbete och utdikning av åkermark. Detta år var cirka 35 000 personer sysselsatta genom kommissionens försorg. På 1930-talet kom benämningen att bli AK-arbete. 
För att inte AK-arbetena skulle te sig alltför attraktiva, sattes olika lönegränser som varierade från socken till socken. Nödhjälpsarbeten skulle ses som en sista utväg, och lönerna sattes under "lägsta lön på orten" vilket ofta var grovarbetare eller statare. Att de senare även hade olika naturaförmåner togs inte med i beräkningarna, med följd att de som anvisades ett AK-arbete ofta tvingades långt från trakten och att arbetarna tvingades leva på i stort sett existensminimum.
Efter mycket hård kritik från arbetarnas sida röstade riksdagen igenom en höjning av lönerna till marknadsmässiga avtalsnivåer 1936. AK som institution började successivt avvecklas och förminskas då många uppdragsgivare, kommuner och vägdistrikt, valde att anlita professionella byggnadsfirmor istället för AK:s arbetskraft. Vid denna tid började även arbetslösheten att minska.
Statens arbetsmarknadskommission tog över 1940. År 1947 bildades Arbetsmarknadsstyrelsen som fanns fram till 2007 och förkortades AMS.